# Miranda!
Miranda! és un grup de synthpop de l'Argentina, format el 2001. El nom Miranda! és un homenatge a l'actor argentí Osvaldo Miranda, protagonista de pel·lícules com Los muchachos de antes no usaban gomina (1937).
Han obtingut molt èxit especialment a Llatinoamèrica i les seves actuacions es caracteritzen per una posada en escena de balls, maquillatge i roba estrafolària.

## Integrants
- Alejandro Julián Sergi Galante "Ale": veu, guitarra.
- Juliana Sofía Gattas Grelia "Juli": secunda veu.
- Leandro Martín Fuentes "Lolo": guitarres.
- Nicolas Grimaldi "Monoto": bajo.

### Antics membres
- Bruno De Vincenti: programació i composició virtual.

## Discografia
- Es mentira (2002)

Agua
Bailarina
Ven
Horoscopo
Romix
Tu Juego
Casualidad
Tiempo
Mentira
Imán
- Sin restricciones (2004)

Yo te diré
Don
Quiero
Vuelve a ti
El profe
Otra vez
Tu gurú
Hoy
El agente
Navidad
Traición
Uno de los dos
- En vivo sin restricciones Gran Rex, 2005 (2005)

Otra vez
Tu gurú/Take on Me
Yo te diré
Hoy
Bailarina
Mentira
Traición
Navidad
Quiero
Profe
Tu juego
Don
Romix
Casualidad
Quereme! Tributo a las telenovelas (EP) (2006)
Quereme... Tengo frío
Esa extraña dama
Una lágrima sobre el teléfono
Quereme (extend version)
Quereme (radio edit)
- El Disco de tu Corazón (2007)

Prisionero
Hola
Perfecta (con Julieta Venegas)
Enamorada
Nada es igual
Déjame
Amanece junto a mí
Hasta hoy
Vete de aquí (con Fangoria)
No me celes
Te atreviste y me morí
Voces

## Dvd
- En vivo sin restricciones Gran Rex, 2005 (2005)

- Otra Vez
- El Agente
- Casualidad
- Horóscopo
- Tu gurú + Take on me
- Agua
- Navidad
- Tu Juego
- Uno los dos
- Quiero
- El profe
- Don
- Imán
- Hoy
- Yo te diré
- Bailarina
- Romix
- Tiempo
- Salgamos
- Mentira
- Traición

## Singles
- 2002 - Bailarina (#3 ARG)
- 2002 - Imán (#12 ARG)
- 2002 - Tu juego (#1, 2 semanas ARG)
- 2002 - Romix (#1, 3 semanas ARG)
- 2004 - Agua (#16 ARG) (#20 CHI)
- 2004 - Yo te diré (#1, 8 semanas ARG, 3 semanas MEX, 5 semanas CHI)
- 2004 - Navidad (#1, 7 semanas ARG, 3 semanas CHI)
- 2005 - Don (#1, 6 semanas ARG, 4 semanas MEX, 6 semanas CHI)(#7 ESP)
- 2005 - El profe (#1, 2 semanas ARG) (#7 CHI) (#14 MEX)
- 2006 - Uno los dos (#3 ARG)
- 2006 - Quereme, tengo frío (#8 ARG)
- 2006 - Traición (#1, 1 semana ARG, 2 semanas MEX)
- 2007 - Prisionero (#2 ARG) (#6 MEX)
- 2007 - Perfecta (#1, 3 semanas COL) (#3 MEX) (#8 EC)
- 2007 - Hola (#1, 1 semana ARG)

## Premis
| Any  | Premi                                     | Categoria                                                | Resultat  |
| ---- | ----------------------------------------- | -------------------------------------------------------- | --------- |
| 2004 | MTV Video Music Awards Latinoamérica 2003 | Best New Artist South - Best Independent Artist          | Candidat  |
| 2004 | MTV Video Music Awards Latinoamérica 2004 | Best Alternative Artist                                  | Candidat  |
| 2005 | Premios Gardel 2005                       | Mejor Album Grupo Pop Sin restricciones                  | Candidat  |
| 2005 | MTV Video Music Awards Latinoamérica 2005 | Best Group or Duet                                       | Candidat  |
| 2005 | MTV Video Music Awards Latinoamérica 2005 | Best Alternative Artist                                  | Guanyador |
| 2005 | MTV Video Music Awards Latinoamérica 2005 | Best Artist South                                        | Guanyador |
| 2005 | MTV Video Music Awards Latinoamérica 2005 | Video of the Year "Don" - Artist of the Year             | Candidat  |
| 2006 | Viña del Mar International Song Festival  | Antorchas de Plata                                       | Guanyador |
| 2006 | Viña del Mar International Song Festival  | Antorchas de Oro                                         | Guanyador |
| 2006 | Viña del Mar International Song Festival  | Gaviota de Plata                                         | Guanyador |
| 2006 | Los Premios MTV Latinoamérica 2006        | Best Group or Duet                                       | Candidat  |
| 2006 | Premios MTV Latinoamerica 2006            | Video of the Year "El Profe"                             | Candidat  |
| 2006 | Premios Toing 2006                        | Ringtone Pop Nacional Don                                | Guanyador |
| 2006 | Premios Toing 2006                        | Ringtone Revelación                                      | Guanyador |
| 2006 | Premios Toing 2006                        | Truetone Pop Nacional                                    | Guanyador |
| 2006 | Premios Toing 2006                        | Truetone de Oro                                          | Guanyador |
| 2005 | Premios Gardel 2006                       | Mejor DVD Sin restricciones en Vivo                      | Candidat  |
| 2007 | Los Premios MTV Latinoamérica 2007        | Best Group or Duet - Best Pop Artist - Best Artist South | Candidat  |